# Antocha biarmata
Antocha biarmata är en tvåvingeart som beskrevs av Alexander 1940. Antocha biarmata ingår i släktet Antocha och familjen småharkrankar. Inga underarter finns listade i Catalogue of Life.